# Silent Descent
Silent Descent est un groupe de electronicore britannique, originaire de Dartford, en Angleterre.

## Biographie
En 2007, le groupe entre au TotalRock Radio Global Unsigned Band Awards, et remporte le prix dans la catégorie heavy metal et metal symphonique. L'année suivante, le groupe remporte la compétition Kerrang!/Motorcycle News Unsigned Live.
Silent Descent joue au festival Bloodstock Open Air le 17 août 2008 et en tête d'affiche du Boardie Takeover au Download Festival le jeudi soir en 2009 et en 2010.
Mind Games, leur deuxième album, est publié le 7 mai au Royaume-Uni, et le 23 mai 2012 au Japon, ce dernier qui comprend deux chansons bonus Call Me When You Get There et Wipe Your Chin and Walk Away. L'album fait participer Sarah Jezebel Deva au chant, et est mixé par Pontus Hjelm (Dead by April) ; les chansons une à huit sont mixées par le producteur de hard trance Alf Bamford (Technikal). Silent Descent joue au Pepsi Max stage le vendredi 8 juin 2012 au Download Festival. Cette même année, ils se séparent de Kipster, et jouent au Leo's Red Lion de Gravesend, à Kent.

## Membres

### Membres actuels
- Tom Watling – screaming (depuis 2005), chant clair (2005-2010)
- Tom Callahan – guitare rythmique (2005, depuis 2008), production, chœurs, chant clair (depuis 2005), basse (2005-2008)
- Paul Hurrell – clavier, synthétiseur, chœur, chant clair (depuis 2008)
- Jack « Jaco » Oxley – guitare solo, chœurs, chant clair (depuis 2008)
- Jimmy Huang – basse (depuis 2010)
- Kodi Bramble - batterie (depuis 2014)

### Anciens membres
- Sam Lavender - screaming, chant clair (2013-2014)
- Rich Lawry Jons - guitare rythmique (2005-2008)
- Spencer Haynes - claviers (2006-2008)
- Nik King – guitare solo (2005-2006)
- Kai Giritli - guitare solo (2006-2008)
- Mr. G – DJ, samples (2008-2009)
- Kipster – DJ, samples (2009-2012)
- Jak « Sniffles » Coleman – basse (2008-2009)
- Elliot Philpot – batterie (2005-2008)
- Dave Carter - batterie (2008-2010)
- Jerry Sadowski - batterie (2010-2014)

## Discographie
- 2005 : Silent Descent (EP)
- 2008 : Duplicity
- 2010 : Duplicity Remix (EP)
- 2012 : Mind Games
- 2014 : Remind Games (The Kipster Remixes)
- 2017 : Turn To Grey